# Nascita di una pedagogia popolare
Nascita di una pedagogia popolare (titolo originale Naissance d'une pédagogie populaire) è un’opera dei pedagogisti francesi Elise Freinet e Célestin Freinet, pubblicata per la prima volta nel 1949.
A partire da Freinet è nato nel 1951 un movimento freinetiano anche in Italia col nome CTS (Cooperativa della Tipografia a Scuola), successivamente denominato MCE.

## Contenuto
L'opera scandisce le tappe che hanno portato Freinet e la moglie a delineare quella pedagogia popolare che si incardina sulla cooperazione, che ha rinnovato la vita della classe attraverso la stamperia a scuola. L'opera sottolinea la nascita delle tecniche didattiche innovative ma soprattutto mette in luce le valenze ideologiche e politico-sociali dell’educazione.
In Italia la 'pedagogia popolare' nasce nel 1951 ad opera di Giuseppe Tamagnini e compagni e nel 1957 assume il nome di Movimento di Cooperazione Educativa (MCE), Associazione di insegnanti ed educatori tuttora in vita e collegata alle altre associazioni e movimento della 'pedagogia Freinet' nel mondo attraverso la FIMEM, organizzazione pedagogica riconosciuta dall'UNESCO.

## Edizioni
- Elise e Célestin Freinet, Nascita di una pedagogia popolare, Editori Riuniti, 1973
- Francesco De Bartolomeis, Che cos'è la scuola attiva, Gianasso Ed., Milano, 1958
- Aldo Pettini, Origini e sviluppo della cooperazione educativa in Italia. (Dalla CTS al MCE: 1951-1958), Emme Edizioni, Milano, 1980
- Rinaldo Rizzi, L'ideale e l'impegno (Giuseppe Tamagnini pioniere pedagogico della Cooperazione Educativa in Italia), Regione Marche, Ancona, 2020 (leggibile su internet)